# M107自走炮
M107自走炮（M107 175mm self-propelled gun）是美國生產的履帶式自走炮系列之一。

## 設計及歷史

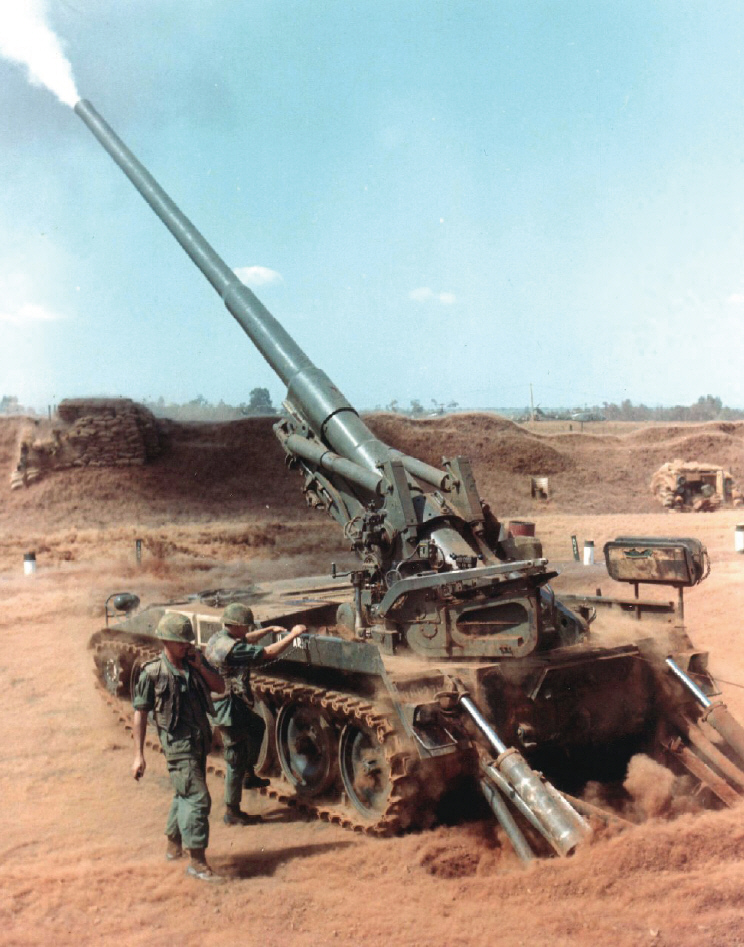
1968年越戰聖安吉洛行動中美国陸軍的M107

M107在1962年推出，由Pacific Car及Foundry Company生產，它的車體與M110自走炮相同，但採用不同口徑炮管，進行炮擊時需要13人運作。M107自走炮主要被美軍用於越南戰場上，亦是當時擁有最遠射程的機動性火炮武器，其175毫米M113主炮（46倍）發射的66.6公斤炮彈最遠可達32.8公里（初速每秒914米）。由於採用履帶式動力系統，最高移動時速達每小時80公里（接近主戰坦克），在開火後可快速轉換陣地以避開敵軍的炮火反擊。M107採用的開放式車體設計雖然可降低重量，但令防護力大幅減弱，極長的炮管亦影響車體平衡。

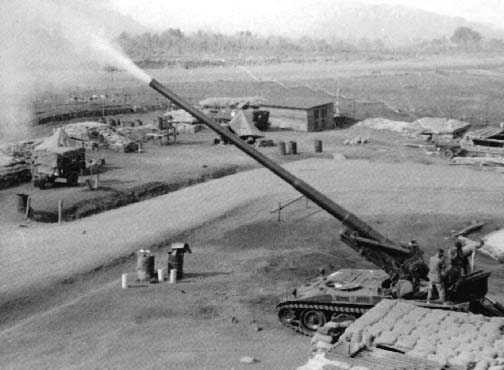
正在開火的M107

美軍的M107在1970年代後期退役，隨後這些車體大多被改裝為M110自走炮。除了美国外，以色列亦有用於多次中東戰爭中，其他還有德國、西班牙、南韓、希臘、荷蘭、伊朗、義大利、英國、土耳其及其他部份北約國家等也有採用。

## 概况
为了安装更重的E2型火炮，军方对M110E2系列底盘做了改进——扩大容积和改良行走机构。175毫米火炮的主要攻击目标是敌方的指挥、控制和通信（C3；Command, Control and Communication ）中心，以及补给列车。它的21英里（34公里）的射程超越了同一时期所有的苏制火炮。M107在操作上与M110不同，后者的有效射程只有前者的1/2（在使用火箭增程炮弹（RAP）情况下达到），因为M110与M107有着不同的目的，M110能够发射核弹，所以其人员必须遵守不同的安全操作规范——乘员安全操作核武器程序和接受核武器装配训练。M107是美国最后一种高初速的长射程自行加农炮。M110则是一种榴弹炮（低初速、弹道弯曲、射程近）。随着苏联的解体，战术发生变化（潮水般的重型坦克冲锋和重炮轰击的时代已经落幕），美国所面对的是不再是全面战争，而是高强度的局部游击战争，这两种武器显然不合时宜，均已被新型155mm榴弹炮取代，如M109。

## 更换炮管
将175mm（长管）更换为203mm（短管）的火炮炮管的工作，必须在比野战维修更高一级的地方进行，因為不仅仅要更换炮管，同时也要升级底盘。简单的炮管更换工作用行车在营一级进行。一般，炮管在军需补给站进行，或是补给站级的维修单位：安尼斯顿、皮卡特尼、 Miesau。M578型轻型回收车辆仅仅用于吊装动力组建（发动机），或是把车体拖往维修点。这种工作每个月都要清一次，以清洗发动机中的和被两块铝制波浪钢板保护的变速箱隔藏中的垃圾。在更换炮管的过程中，为了避免损坏炮上的铜制滑槽，必须使用2部起重机同时起吊炮的头和尾，此工作非一辆M578可以胜任。将175mm口径炮管更换为203mm口径炮管的工作，通常由军械连完成，使用两部行车和需要改为E2系列的底盘。

## 底盘
M107和M110的底盘为同一系列——每侧5个负重轮，通过惰臂与扭杆相连，主动轮在前，由一台450hp的2冲程的带有涡轮增压器和机械增压器的柴油机驱动。涡轮增压器通过一根钢制空心轴与机械增压器相连。驾驶员位于车体的左前部，其右侧是变速箱。炮塔的旋转由液压泵驱动，液压泵的动力来自引擎，当然，也可通过摇柄手动旋转。有的时候在第一次射击以后，液压泵会因为之前不正确的使用液压驻锄而损坏。手动装置的主要作用是用来在战斗中操作火炮，因为，液压泵的主要工作是实现火炮的复进，装填炮弹和发射药，控制车尾的驻锄。火炮的方位由炮手负责，仰俯由副炮手负责。

## 操炮
在演习中，M107自行火炮，作为第7集团军的支援火力，部署在第一线，狙击敌方纵深重要目标。火炮只携带2个基数的弹药，和13人中的5名乘员——车长、驾驶员、炮长、炮手、一等兵（装填手，按照命令装填）。开火后转移，以免受到报复性火力打击。至于剩下的弹药和乘员，待在基于M113底盘的M548弹药输送车上，在安全的地方对M107和M110进行弹药补给。M107及M110的底盘与广泛使用的M578工程车相同。早期的炮管寿命是300发3号全装药射击，后期，其寿命延续至700-1200发之间。通过维修连在公差范围内扩大炮管内径实现。

## 战斗历程
M107自行火炮参加了越战，在越南，M107长射程的优势被发挥的淋漓尽致，能够将147lb的弹頭投送到21英里以外的地方，摧毁敌后的指挥、控制、通讯、补给中心，之后，在敌方反应过来以前迅速撤离。

## 表现
M107的最高行驶可以达到50英里每小时（大约80公里每小时左右），此数据是在德国的格拉芬沃尔坦克训练场测得。这个速度比演习中加拿大装甲车和主战坦克的速度还要快。在实际使用中，得益于M107敞开式炮塔，与M109之流紧凑的装甲炮塔相比，炮手的活动更加自如，由于M107的175mm火炮初速高，即使沒有擊中靶标，也能够将其掀翻。考虑到训练场大小的原因，M107在训练中最多只能使用2号装药，但是標靶仍然會被嚴重損毀，射击训练常常被迫叫停。
为了尽快使火炮投入战斗，车组的乘员必须技术熟练，配合默契。司机、炮长、车长间必须通过交流，实现粗调车体方向，的同时完成火炮的瞄准和射击参数的设定。
在阿以战争中以色列频繁使用M107自行火炮，当受到阿拉伯国家火箭弹在射程上的压制时，以色列在射程上对M107做了升级——发射由Gerald Bull's Space Research公司研制的全装药炮弹，可以精确轰击50km内的目标。
二十世纪七十年代，M107自行火炮退出美军现役，但仍然服役与世界各个国家，同时，很多M107自行火炮被改装成M110自行榴弹炮。

## 外部連結
- Fas.org-M107 （页面存档备份，存于）
- Globalsecurity.org-M107 （页面存档备份，存于）
- Israeli weapons-M107 （页面存档备份，存于）